# Boechera calderi
Boechera calderi là một loài thực vật có hoa trong họ Cải. Loài này được (G.A.Mulligan) Windham & Al-Shehbaz mô tả khoa học đầu tiên năm 2007.